# Cantonul Saint-Leu-2
Cantonul Saint-Leu-2 este un canton din arondismentul Saint-Paul, Réunion, Franța.